# Waldhufen
Waldhufen ist eine Gemeinde im sächsischen Landkreis Görlitz im Verwaltungsverband Diehsa.

## Geographie
Die Gemeinde Waldhufen mit Sitz in Jänkendorf liegt im zentralen Teil des Landkreises. Sie liegt etwa 8 km südlich der Stadt Niesky und 12 km westlich der Kreisstadt Görlitz. Sie liegt zwischen den Königshainer Bergen im Süden und der wald- und teichreichen Oberlausitzer Heide- und Teichlandschaft im Norden. Die Landschaft wird vorwiegend durch sanfte Hügel geprägt. Die Gemeinde grenzt bei den Ortschaften Jänkendorf und Diehsa an den Stausee Quitzdorf, in dem der Schwarze Schöps aufgestaut wird.
Nördlich des ehemaligen Gemeindegebiets verläuft die Bundesstraße 115, südlich die Bundesstraße 6. Die Bundesautobahn 4 ist über den Anschluss Nieder Seifersdorf zu erreichen. Der Tunnel Königshainer Berge, mit 3,3 Kilometern einer der längsten Autobahntunnel Deutschlands, führt bei Waldhufen durch die Königshainer Berge.
Zur Gemeinde gehören die Orte:
| große Ortsteile | weitere Ortsteile |
| - Diehsa, 540 Einwohner - Jänkendorf, 873 Einwohner - Nieder Seifersdorf, 729 Einwohner - Thiemendorf, 228 Einwohner | - Attendorf (zu Nieder Seifersdorf), - Baarsdorf (zu Nieder Seifersdorf), - Ullersdorf (zu Jänkendorf), - Wilhelminenthal (zu Jänkendorf), - Schäferei (zu Jänkendorf). |

## Geschichte
Die Gemeinde Waldhufen ist eine Neubildung, die am 1. März 1994 entstand, als sich die eigenständigen Gemeinden Diehsa, Jänkendorf, Nieder Seifersdorf und Thiemendorf zusammenschlossen. Der Name spielt auf die vorhandenen Siedlungsform der Dörfer an, die als Waldhufendörfer angelegt sind.
Der Ort Jänkendorf wird als Jenikendorff im Jahr 1346 erstmals urkundlich erwähnt, Thiemendorfs Ersterwähnung war kurze Zeit später im Jahr 1389. Diehsa wurde ebenfalls im 14. Jahrhundert erstmals urkundlich erwähnt und erhielt im Jahr 1670 das Marktrecht.
Die Gemeinde sollte zum 1. Januar 2025 in der Gemeinde Waldhufen-Vierkirchen aufgehen. Der Fusion ging ein 2024 ein Bürgerentscheid mit der Abstimmungsfrage „Stimmen Sie der Vereinbarung über den freiwilligen Zusammenschluss der Gemeinden Waldhufen und Vierkirchen zu?“ voraus. Bürgerentscheide sind in Sachsen Voraussetzung für Gemeindefusionen oder Eingemeindungen. Entsprechend wurde der Bürgerentscheid in beiden beteiligten Gemeinden mit gleicher Abstimmungsfrage mehrheitlich angenommen. Vierkirchen hätte im Zuge der Fusion aus der Verwaltungsgemeinschaft Reichenbach/O.L. austreten müssen. Die Stadt Reichenbach/O.L. legte Widerspruch gegen die Fusion ein. Am 2. Juli 2025 gab das Gericht der Klage statt, wodurch der Zusammenschluss bis auf Weiteres nicht umgesetzt werden kann.

## Politik

### Gemeinderat
Bei der Gemeinderatswahl am 9. Juni 2024 verteilen sich die 14 Sitze des Gemeinderates folgendermaßen auf die einzelnen Gruppierungen:
- Freie Wählervereinigung Waldhufen (FWW): 12 Sitze
- CDU: 2 Sitze

| Gemeinderat ab 2024Insgesamt 14 Sitze - FWW: 12 - CDU: 2 | Liste                             | 2024   | 2024   | 2019   | 2019   | 2014   | 2014   |
| Gemeinderat ab 2024Insgesamt 14 Sitze - FWW: 12 - CDU: 2 | Liste                             | Sitze  | in %   | Sitze  | in %   | Sitze  | in %   |
| Gemeinderat ab 2024Insgesamt 14 Sitze - FWW: 12 - CDU: 2 | Freie Wählervereinigung Waldhufen | 12     | 82,3   | 10     | 70,3   | 9      | 61,8   |
| Gemeinderat ab 2024Insgesamt 14 Sitze - FWW: 12 - CDU: 2 | CDU                               | 2      | 17,7   | 4      | 29,7   | 5      | 38,2   |
| Gemeinderat ab 2024Insgesamt 14 Sitze - FWW: 12 - CDU: 2 | Wahlbeteiligung                   | 80,6 % | 80,6 % | 73,3 % | 73,3 % | 56,5 % | 56,5 % |

### Bürgermeister
Bürgermeister Horst Brückner wurde im Juni 2015 wiedergewählt. Von 2008 bis 2016 war Brückner zudem Bürgermeister der damaligen Nachbargemeinde Vierkirchen. Diese Doppelposition wurde später unmöglich.
| Wahl | Bürgermeister  | Vorschlag | Wahlergebnis (in %) |
| ---- | -------------- | --------- | ------------------- |
| 2022 | Horst Brückner | Brückner  | 93,8                |
| 2015 | Horst Brückner | Brückner  | 71,5                |
| 2008 | Horst Brückner | Brückner  | 98,5                |
| 2001 | Horst Brückner | Brückner  | 97,5                |

## Gedenkstätten
Eine Gedenktafel an seinem ehemaligen Wohnhaus in Thiemendorf erinnert an den Gewerkschafter und Widerstandskämpfer Fritz Peuser, der 1942 im KZ Sachsenhausen ermordet wurde.

## Sehenswürdigkeiten
- Stausee Quitzdorf
- Königshainer Berge

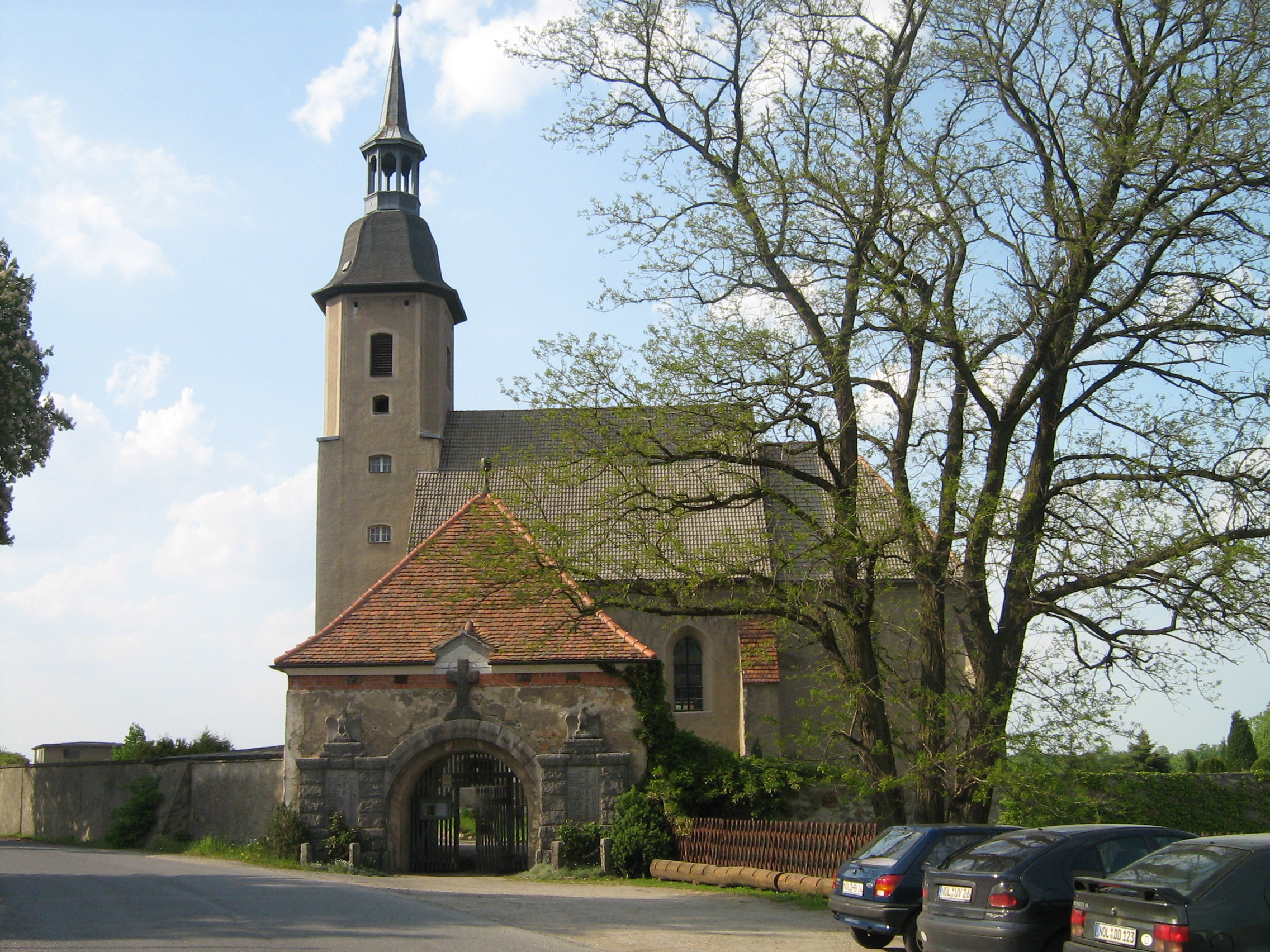
Kirche zu Diehsa

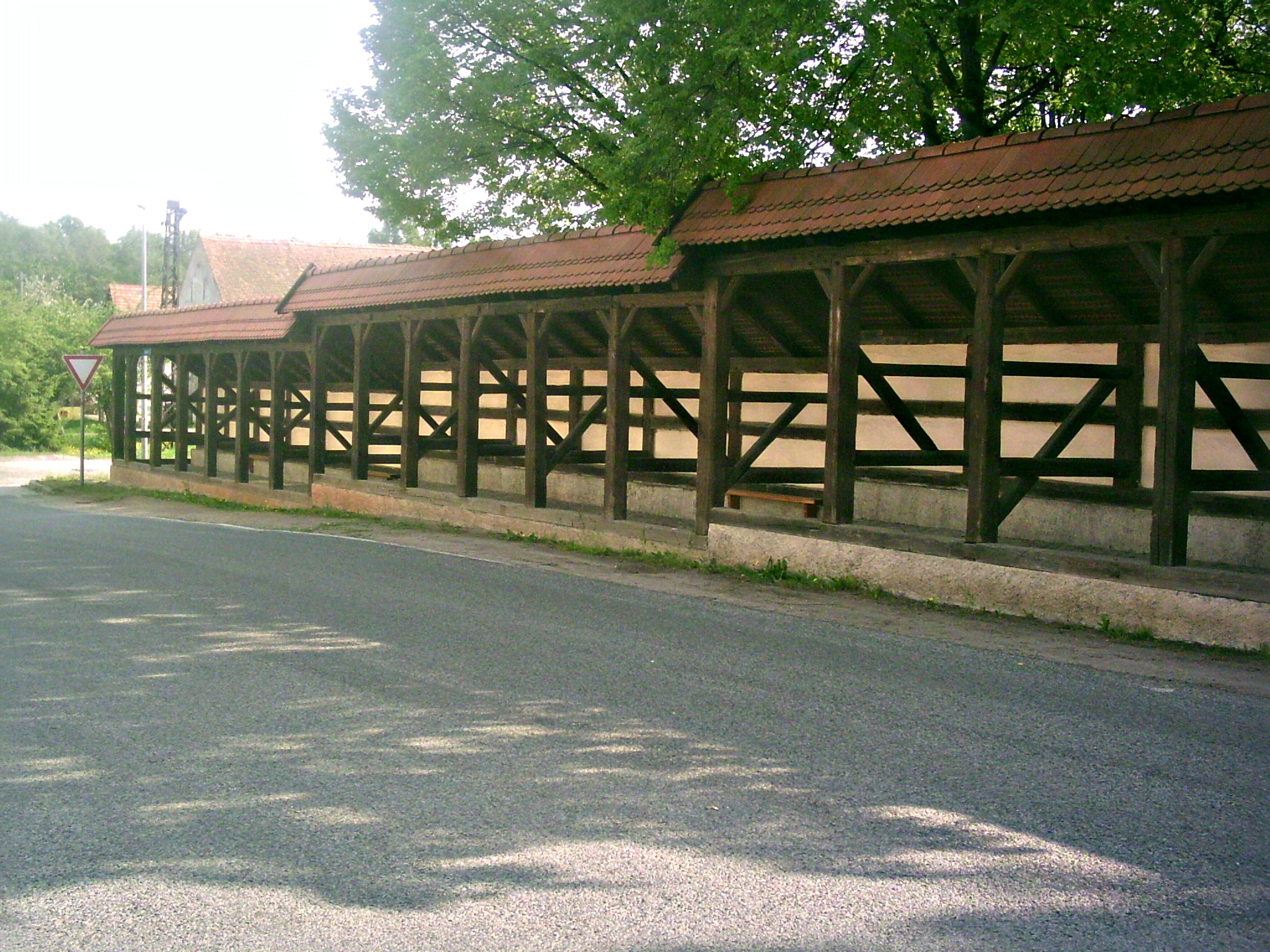
Marktstände in Diehsa

- Ortskern von Jänkendorf mit Gemeindeverwaltung, Kirche und Pfarrhaus
- Kirche in Ullersdorf aus den Jahren 1629/1630
- Parkanlage des ehemaligen Schlosses Ullersdorf
- Ullersdorfer Teiche
- Diehsaer Kirche aus dem 15./16. Jahrhundert
- Pfarrhaus in Diehsa, von 1730 bis 1735 erbaut
- das Gewandhaus von Diehsa von 1841
- Marktplatz in Diehsa mit den in Europa einzigartigen Marktlauben
- Wehrkirche von 1225 in Nieder Seifersdorf
- Heimatstube in Nieder Seifersdorf

Die Kulturdenkmale sind in der Liste der Kulturdenkmale in Waldhufen erfasst.

### Naturschutz
- Siehe auch: Liste der Naturdenkmale in Waldhufen